# Bataille de Guinegatte (1479)
Pour l’article homonyme, voir Bataille de Guinegatte (1513).
Guerre de Succession de Bourgogne
Batailles
Siège de Vesoul (1477), Bataille du pont d'Émagny (1477), Siège de Gray (1477), Siège de Dole (1477), Bataille de Guinegatte (1479), Siège de Dole (1479), Siège de Vesoul (1479)
La première bataille de Guinegatte s'est déroulée le 7 août 1479 à Guinegatte (aujourd'hui Enguinegatte) pendant la Guerre de Succession de Bourgogne. Seconde des deux seules batailles rangées du règne de Louis XI, elle vit la victoire des troupes burgundo-flamandes menées par Maximilien d'Autriche sur les troupes françaises de Philippe de Crèvecœur d'Esquerdes.

## Contexte
À la mort, en janvier 1477, du duc de Bourgogne Charles le Téméraire, le roi de France Louis XI lance ses troupes à l'assaut du vaste mais fragile ensemble burgundo-flamand (ou État bourguignon). Le duché de Bourgogne et le comté d'Artois sont occupés, les comtés de Bourgogne palatine, de Flandre et de Hainaut sont attaqués. La fille et héritière de Charles le Téméraire, Marie de Bourgogne épouse en hâte l'archiduc Maximilien d'Autriche qui mène dès lors la contre-offensive.
À la mi-juillet 1479, il concentre l'armée burgundo-flamande à Saint-Omer. Les Français, commandés par Philippe de Crèvecœur d'Esquerdes (ancien chevalier de l'ordre de la Toison d'or ayant changé de camp pour se rallier à Louis XI), occupent le reste de l'Artois, sauf Aire.

## Forces en présence
L'armée de l'archiduc Maximilien regroupe 27 300 hommes environ. Le gros des troupes, commandés par les comtes de Romont et Nassau, consiste en quelque 16 000 piquiers appartenant aux milices communales des principales villes de Flandre ou à la milice rurale du même comté placée sous le commandement de Jean de Dadizeele (nl). L'armée comprend également 3 000 lansquenets allemands, munis de piques ou d'arquebuses, 500 archers anglais, et plus de 800 chevaliers bourguignons (des "pays de par-deça ou de par-delà").
L'armée de Crèvecœur consiste en 1 800 lances (chaque lance étant normalement composée de six hommes : cinq combattants et un page) et 8 000 hommes de rang (francs-archers). Elle est surtout appuyée par une redoutable artillerie d'une quarantaine de canons.

## Déroulement
Le 25 juillet, Maximilien ébranle son armée en direction de Thérouanne. Les Burgundo-Flamands passent la Lys le 7 août et se trouvent en présence des Français au pied de la colline de Guinegatte. Le sire d'Esquerdes (Crèvecœur) décide de séparer les chevaliers français en deux groupes, dont l'un, qu'il commandera personnellement, contournera un petit bois présent sur le champ de bataille pour prendre le corps d'armée ennemi par surprise.
La bataille, commencée par un duel d'artillerie, est très confuse. Les lances françaises de Crèvecœur surgissent bientôt de leur repaire, et fendent les rangs adverses, séparant la cavalerie de l'infanterie. Très inférieure en nombre, la cavalerie bourguignonne commandée par Philippe de Ravenstein rompt les rangs et, s'enfuyant au nord vers Saint-Omer, entraîne derrière elle les chevaliers de Crèvecœur qui la poursuivent vainement. Les francs-archers français se heurtent alors seuls au mur de piquiers adverses. La supériorité numérique est cette fois du côté des troupes flamandes de Nassau et Romont, qui reprennent le dessus. C'est un long corps à corps à pied, où même Romont, Dadizeele et l'archiduc Maximilien, descendus de cheval, combattent. Au bout de cinq heures de luttes au cours desquelles Romont notamment est blessé, Crèvecœur revient sur le champ de bataille, constate la situation (une infanterie française taillée en pièces) et, attaqué à son tour par Ravenstein et les chevaliers bourguignons, ordonne le repli.
Selon Philippe Contamine, la cause de la défaite des Français est l’indiscipline des archers français. Le terrain est laissé à Maximilien qui sort vainqueur de la bataille, même si les lances de Crèvecœur avaient au départ bousculé la cavalerie bourguignonne.
Parmi les tués notables : Jean, bâtard de Bourgogne, fils de Corneille de Bourgogne.

## Conséquences
Pour l'archiduc Maximilien, qui, comme époux de Marie de Bourgogne, a pris en quelque sorte la relève de Charles le Téméraire, c'est une victoire chèrement acquise et qu'il ne peut exploiter. À court d'argent et corollairement à la merci de la mauvaise volonté des milices bourgeoises flamandes, il ne prend le risque d'occuper ni Thérouanne, pourtant privée de ses défenses, ni Arras. 
 Néanmoins, son prestige et l'autorité de la duchesse Marie sur les Pays-Bas bourguignons sortent renforcés de cet affrontement victorieux contre l'armée royale de Louis XI. Guinegatte enrage celui-ci et met un coup d'arrêt à sa gloutonnerie territoriale.